# Дунский, Юлий Теодорович
Ю́лий Теодо́рович Ду́нский (22 июля 1922 — 23 марта 1982, Москва) — советский сценарист. Заслуженный деятель искусств РСФСР (1976).
Работал в творческом дуэте с Валерием Фридом.

## Биография
Мать — Мина Соломоновна Дунская (1887—1959); отец — Теодор Львович Дунский, работал в ВСНХ СССР.
В 1940 году поступил на сценарный факультет ВГИКа, после досрочного экзамена по теоретическому курсу которого в 1944 году ушёл добровольцем на фронт. В том же году был арестован по обвинению в принадлежности к антисоветской молодёжной группе и в террористических намерениях.
Реабилитирован в 1956 году и в 1957 году возвратился в Москву, где защитил диплом во ВГИКе.
Читал курс лекций «Мастерство кинодраматурга» на Высших курсах сценаристов и режиссёров
На протяжении всей творческой жизни работал над совместными киносценариями с Валерием Фридом.
Покончил с собой (застрелился из антикварного пистолета, дульнозарядного, XVIII века), более 10 лет страдая от тяжёлой формы бронхиальной астмы.
В. Фрид и Ю. Дунский похоронены рядом, на Донском кладбище в Москве.

## Память
С 1998 года для наиболее талантливых студентов сценарного факультета ВГИКа студией «Слово» учреждена стипендия Дунского и Фрида.

## Фильмография
- 2005 — Время собирать камни
- 2000 — Воспоминания о Шерлоке Холмсе (телесериал)
- 1984 — Каждый десятый
- 1984 — И вот пришёл Бумбо…
- 1982 — Сказка странствий
- 1981 — Не бойся, я с тобой
- 1980 — Овод
- 1979 — Шерлок Холмс и доктор Ватсон
- 1979 — Экипаж
- 1979 — Человек меняет кожу
- 1977 — Талант (телефильм)
- 1976 — Вдовы
- 1976 — Сказ про то, как царь Пётр арапа женил
- 1971 — Тень
- 1969 — Гори, гори, моя звезда
- 1968 — Старая, старая сказка
- 1968 — Служили два товарища
- 1964 — Жили-были старик со старухой
- 1964 — Непридуманная история
- 1962 — Семь нянек
- 1961 — Орлиный остров
- 1960 — Ровесник века
- 1957 — Случай на шахте восемь